# Miklós Seszták
Dans le nom hongrois Seszták Miklós, le nom de famille précède le prénom, mais cet article utilise l’ordre habituel en français Miklós Seszták, où le prénom précède le nom.
Miklós Seszták ([ˈmikloːʃ ], [ˈʃɛstaːk]), né le 31 octobre 1968 à Budapest, est un homme politique hongrois, membre du Parti populaire démocrate-chrétien (KDNP).

## Biographie
Issu de la famille nombreuse d'un prêtre grec-catholique, il est diplômé en 1994 de la Faculté de droit et d'administration de l'université Loránd Eötvös de Budapest, et termine sa formation pratique d'avocat (ügyvédjelölt) en 1996.
À partir de 1998, il devient membre du conseil municipal de Kisvárda avec le soutien du maire, et après la désignation comme candidat Fidesz et l'élection d'un nouveau maire en 2010, son influence est prépondérante au sein du conseil municipal de Kisvárda.
Il est élu député à l'Assemblée nationale au scrutin uninominal de la circonscription de Kisvárda en 2010, puis à nouveau en 2014. D'après sa déclaration de patrimoine de 2012, il est le plus riche député hongrois après János Veres (en).
Il est président de la Fédération hongroise des échecs depuis 2011.
Il apparaît en 2013 que Miklós Seszták était simultanément membre des commissions parlementaires chargées de l'informatique et des marchés publics et membre du comité de contrôle d'Enternet Invest, une société partiellement sous contrôle offshore chypriote, au moment où cinq sociétés contrôlées par cette dernière ainsi que par d'autres sociétés chypriotes remportent en 2012 12,5 milliards de forints (45 M€ à l'époque) du marché public de l'Agence du Développement National (Nemzeti Fejlesztési Ügynökség) pour le financement européen de l'Internet à haut débit dans les régions. Le cabinet du Premier ministre renonce à cette partie de l'appel d'offres en octobre 2013, annule les contrats qui avaient été conclus début 2013, et lorsqu'en avril 2014 l'Office européen de lutte antifraude (OLAF) l'informe avoir trouvé dans ce marché des indices de corruption, il remercie l'OLAF, l'assure être en accord avec ses constatations, et promet de demander des comptes aux responsables du marché, congédiés entre-temps,,.
Le 6 juin 2014, Miklós Seszták est nommé ministre du Développement national dans le gouvernement du Premier ministre Viktor Orbán.